# Herb Jeffries
Herb Jeffries, pseudonimo di Umberto Alexander Valentino (riscontrato anche come Umberto Alejandro Balentino o Ballentino) (Detroit, 24 settembre 1913 – Los Angeles, 25 maggio 2014), è stato un cantautore e attore statunitense, noto in particolare per le sue composizioni e per la caratteristica voce baritonale in brani di musica popolare e jazz, oltre che per aver recitato per il cinema e la televisione.
Conosciuto anche con gli pseudonimi Herbert Jeffrey, The Bronze Buckaroo e The Sepia Singing Cowboy, Jeffries ha recitato in diversi film western a basso costo rivolti a un pubblico afroamericano, tra cui Harlem on the Prairie (1937), Two-Gun Man from Harlem (1938), Rhythm Rodeo (1938), The Bronze Buckaroo (1939) e Harlem Rides the Range (1939), oltre che in molte altre pellicole e programmi televisivi.  Durante la sua carriera di attore di solito si è presentato al pubblico come Herbert Jeffrey (a volte anche Herbert Jeffries o Sensational Singing Cowboy).
Negli anni '40 e '50 Jeffries incise canzoni per diverse etichette discografiche, tra cui RCA Victor, Exclusive, Coral, Decca, Bethlehem, Columbia, Mercury e Trend. L'album Jamaica, registrato dalla RKO, è un concept album di canzoni in stile calypso composte da lui.

## Biografia
Jeffries è nato a Detroit da madre irlandese, che gestiva una pensione. Suo padre, che non ha mai conosciuto, era di origini siciliane, francesi e berbere. Ha anche affermato che sua bisnonna paterna era un'etiope con il cognome Carey.
È difficile trovare prove certe dell'etnia e dell'età di Jeffries, ma i documenti del censimento statunitense del 1920 lo descrivevano come mulatto e riportavano come suo padre un uomo afroamericano di nome Howard Jeffrey. Lo stesso Jeffries, in età avanzata, disse che Howard Jeffrey era in realtà il suo patrigno, mentre il suo padre biologico era Domenico Balentino, un siciliano che morì nella prima guerra mondiale.
Jeffries si è auto-descritto in un'intervista come "three-eights Negro", rivendicando con orgoglio un'eredità afroamericana in un periodo conflittuale in cui molti artisti di origine africana o meticci dalla pelle chiara stavano tentando di "passare" come bianchi americani nel tentativo di farsi accettare dal pubblico. In netto contrasto con la tendenza, quindi, Jeffries ha usato il trucco per scurire la pelle al fine di perseguire una carriera nel jazz e di essere visto con maggiore interesse dai principali ensemble musicali, al tempo principalmente formati da musicisti afroamericani.
Molto più tardi nella sua carriera, Jeffries si è identificato come bianco americano per motivi economici e personali. Il periodico Jet riferì che Jeffries si identificava come tale e affermava che il suo nome reale fosse "Herbert Jeffrey Ball", così come scritto su una richiesta di matrimonio per sposare la ballerina e attrice Tempest Storm nel 1959.
Jeffries è cresciuto a Detroit in un quartiere ghetto in cui risiedevano persone di varie etnie, ma senza mai aver dovuto affrontare problemi legati al razzismo di quegli anni.
Dopo il martedì nero ed il crollo di Wall Street del 1929, abbandonò il liceo per guadagnarsi da vivere come cantante. Ha mostrato grande interesse per il canto durante tutta l'adolescenza e spesso lo si poteva trovare in giro con l'Orchestra Howard Buntz in varie sale da ballo della città.
Ha iniziato a esibirsi, quindi, in un locale clandestino dove ha catturato l'attenzione di Louis Armstrong, che gli ha fornito una nota di raccomandazione per Erskine Tate al Savoy Ballroom di Chicago. Più tardi fece un tour con la Earl "Fatha" Hines's Orchestra nel profondo sud.

## Carriera musicale
Da Detroit, su sollecitazione di Louis Armstrong, Jeffries si trasferì a Chicago, dove si esibì in vari club. Uno dei suoi primi concerti è stato in un club presumibilmente di proprietà di Al Capone.  Jeffries, all'epoca diciannovenne, ha iniziato la sua carriera lavorando con Erskine Tate e la sua Vendome Orchestra, firmando un contratto per la Savoy Ballroom di Chicago.
Il successo è arrivato durante l'Expo 1933 in cui ha cantato con la Earl Hines Orchestra in diretta nazionale dal Grand Terrace Cafe. Le sue prime registrazioni furono proprio con Hines nel 1934, incluso il famoso tema Just to be in Carolina.
Nel 1940 cantò con la Duke Ellington Orchestra e poi continuò a registrare con lui fino al 1942. La sua registrazione di Flamingo del 1941 vendette più di 14 milioni di copie ai tempi. Seppur il suo nome fosse Herbert Jeffrey, i titoli del disco lo avevano erroneamente riportato come Jeffries, cosicché si ribattezzò in modo che il suo cognome corrispondesse al refuso.
Durante il periodo con la Duke Ellington Orchestra come cantante solista, Jeffries ha dimostrato il suo talento come cantante maturo, spaziando in una vasta gamma vocale in canzoni come I Don't Know What Kind of Blues I'm Got, The Brownskin Gal e Jump for Joy. Il singolo My Little Brown Book del 1944 di Ellington and his Famous Orchestra, a cui Jeffries ha fornito la voce, ha raggiunto il quarto posto nella classifica R&B di Billboard.
Durante l'adolescenza Jeffries aveva sviluppato una bella voce, inizialmente cantando in registri più alti. Ha iniziato la sua carriera di cantante come tenore lirico ma, su consiglio dell'arrangiatore musicale di fiducia di Duke Ellington, Billy Strayhorn, ha abbassato il suo tono per imitare gli stili vocali del crooner Bing Crosby. Jeffries divenne così un "baritono setoso e lussurioso", secondo il critico musicale Jonny Whiteside.
Nel 1945 Jeffries ottenne ancora successo nella classifica R&B di Billboard con Left A Good Deal In Mobile (classificata al secondo posto), in cui fu accompagnato dal pianista Joe Liggins e dalla sua band Honeydrippers. Quindi, si è trasferito in Europa, dove si è esibito per molti anni anche nei night club di sua proprietà.
Tornò in America negli anni '50, registrando di nuovo dischi jazz, inclusa la raccolta di ballate del 1957, Say It Is't So. In questo periodo collaborò con il musicista Eddie Cano per circa un decennio.
Nel 1995, a 81 anni, ha registrato The Bronze Buckaroo (Rides Again), un album di canzoni di Nashville per l'etichetta Warner Western.

## Carriera cinematografica
In tournée nel profondo sud con Hines, Jeffries è rimasto colpito dalla realtà della segregazione, dato che le possibilità di suonare per l'orchestra erano limitate ai magazzini di tabacco e ai cinema per soli afroamericani. Fu proprio notando i giovani ragazzi che riempivano i teatri per guardare i film western che Jeffries decise di creare un eroe cowboy pensato appositamente per questo tipo di pubblico.
L'ambizione di Jeffries era quella di produrre il primo western musicale interamente recitato da afroamericani del cinema sonoro. Per finanziare il progetto si avvicinò al veterano produttore di B-movies Jed Buell. Ottenuti i finanziamenti, scrisse le canzoni per il film e assunse Spencer Williams per apparire con lui, che desiderava il ruolo di protagonista. Quando Buell espresse preoccupazioni per le sue origini irlandesi da parte di madre, usò il trucco e i cosmetici per scurire il tono della pelle. Jeffries fece così il suo debutto come cowboy-cantante con il film Harlem on the Prairie, che è stato il western sonoro con un cast interamente afroamericano.  Il film è stato girato nel 1937, in cinque giorni, al Murray's Dude Ranch di Apple Valley, in California. Sebbene l'accoglienza della critica sia stata mista, il film ha ricevuto le attenzioni della rivista Time, che gli ha dedicato un articolo, e ha incassato 50.000 $ nei primi 12 mesi di proiezioni.
Interpretando questo ruolo, Jeffries è diventato noto tra i suoi fan come "Bronze Buckaroo".
Jeffries continuò a recitare in altri tre western musicali nei successivi due anni.
Successivamente si dedicò ad altri film, recitando nel ruolo del protagonista in Calypso Joe (1957), con Angie Dickinson.
Nel 1969 ha recitato nell'episodio "Stopover" della serie TV The Virginian, in cui interpretava un pistolero che aveva intimidito la città, e nell'episodio "The Face of the Dragon" di Hawaii Five-O, nel ruolo di Jardine.
Negli anni '70 è apparso in alcuni episodi di I Dream of Jeannie e successivamente ha prodotto e diretto Mundo depravados, un film cult interpretato da sua moglie, Tempest Storm.

## Premi e onorificenze
- Black Filmmakers Hall of Fame, 1979[20]
- Hollywood Walk of Fame
- Palm Springs Walk of Stars, 1988[21]
- Western Performers Hall of Fame, National Cowboy & Western Heritage Museum, 2004[22]

## Vita privata
Jeffries è stato sposato per quattro volte, divenendo padre di cinque figli.
Nel 2007, mentre assemblava materiale per i produttori di un film documentario su di lui (A Colored Life), Jeffries ha ritrovato il suo certificato di nascita; ha affermato che questo gli ricordò di essere nato nel 1913 e che per tutta la vita aveva travisato la sua età, dopo essere uscito di casa per cercare lavoro e rendersi indipendente.
Negli ultimi anni, risiedette a Wichita, in Kansas. Morì di insufficienza cardiaca al West Hills Hospital and Medical Center il 25 maggio 2014, all'età di 100 anni.

## Filmografia
- Harlem on the Prairie (1937)
- Two-Gun Man di Harlem (1938)
- Harlem Rides the Range (1939)
- The Bronze Buckaroo (1939)
- Calypso Joe (1957)
- Chrome and Hot Leather (1971)
- Portrait of a Hitman (1977)
- Awake: The Life of Yogananda (2014)[24]

## Discografia
- Magenta Moods (esclusivo, 1950)
- Just Jeffries (Mercury, 1951)
- Flamingo (Coral, 1952)
- The Singing Prophet (Olympic, 1954)
- Giamaica (RKO, 1956)
- Say It Is't So (Betlemme, 1957)
- Herb Jeffries (Harmony, 1957)
- Devil Is a Woman (Golden Tone, 1957)
- Passione (Brunswick, 1957)
- I Remember the Bing (Dobre, 1978)
- Ho il mondo su una corda (Discovery, 1989)
- The Bronze Buckaroo (Rides Again) (Warner Western 1995)
- The Duke and I (2012)